# Alain Prost
Alain Marie Pascal Prost OBE (Saint-Chamond, 1955. február 24. –) francia autóversenyző és volt Formula–1-es versenyző. 1980 és 1993 között 199 nagydíjon vett részt, mialatt 51 futamot és négy egyéni világbajnoki címet (1985, 1986, 1989, 1993) nyert, így csak Juan Manuel Fangio, Michael Schumacher és Lewis Hamilton tudott nála több világbajnoki címet szerezni. Ugyancsak négyszer másodikként végzett a pontszerző listán (1983, 1984, 1988, 1990). Csapata, a Prost Grand Prix 1997 és 2001 között szerepelt a Formula–1-ben. Beceneve a "Professzor".

## Gyermekkora és családja
Alain Prost a franciaországi Loire megyében, a Saint-Chamond közelében fekvő Lorette-ben született 1955. február 24-én. Édesapja, André Prost bútorasztalosként dolgozott, míg örmény származású édesanyja, Marie-Rose Karatchian háztartásbeli volt. Két évvel idősebb bátyja, Daniel 32 éves korában, rákban hunyt el 1986. szeptember 17-én. Ifjúkorában Prost sokat sportolt, legszívesebben birkózott, görkorcsolyázott és futballozott. Tizenöt éves volt, amikor apja elvitte az 1970-es monacói nagydíjra (a futamot az év világbajnoka, az osztrák Jochen Rindt nyerte). Útban hazafelé, egy gokartpályán kipróbálta a sportot, ami nagyon megtetszett neki, így hamarosan fel is keresték a lakhelyükhöz közeli, Rive de Glier-ben található versenypályát, és Prost beiratkozott a klubba. Először csak szórakozásból autózott, de egy évvel később már a jármű motorjait is maga tervezte.

## Magánélete
Prost 1980. augusztus 1-jén, szülővárosában vette feleségül a tanári diplomával rendelkező Anne-Marie Barges-t (született 1955. február 14-én). 1972-ben ismerkedtek meg, és már előbb is egybekeltek volna, de mindkettőjüknek anyagi gondjaik voltak, ezért az esküvőt el kellett halasztaniuk. A házasságból két fiuk született: Nicolas Jean (született 1981. augusztus 18-án) és Sacha Olivier Nelson Daniel (született 1990. május 30-án). Nicolas szintén autóversenyző, azonban a Formula 1-be nem sikerült eljutnia, 2012-ben az Andros kupában versenyzett, ahol az év újonca lett. Házasságkötésük után Alain és felesége Saint-Chamond-ban éltek, majd az egyre fokozódó médiaérdeklődés és a családot ért fenyegetések miatt 1983 áprilisában a svájci Sainte-Croix-ban telepedtek le, ahonnan hamarosan Yens-be költöztek. és ott éltek 1999 novemberéig, amikor is átköltöztek a Genfi-tó parti kisvárosba, Nyonba.
Az 1980-as és 1990-es években Prost gyakran szerepelt az újságok címoldalán magánéleti botrányai miatt. 1983-ban viszonyt folytatott a Renault akkori csapatfőnöke, Gérard Larrousse-nak a feleségével, és állítólag ez is közrejátszott abban, hogy az év végén el kellett hagynia a csapatot. 1984-ben a tizenkilenc éves monacói hercegnővel, Stephanie-val volt kapcsolata, majd az 1990-es évek közepén versenytársa, Jacques Laffite feleségével, Bernadette Laffite-Cottinnal folytatott viszonyt, akitől 1996-ban született törvénytelen lánya, Victoria.

## A Formula–1 előtt
1973-ban vásárolt egy Vacquand-kasztnit, amellyel megnyerte a francia junior gokartbajnokságot, és így ott lehetett a hollandiai Oldenzaalban rendezett junior világbajnokságon is. Legnagyobb ellenfele a brit Nigel Clegg volt, aki általában az első rajtkockát szerezte meg, de nyerni nem tudott, mert Prost mindig gyorsabb és agresszívabb volt nála. A világbajnokságon az évek során ötször indult, és mind az ötöt meg is nyerte. Prost elindult a francia felnőtt bajnokságon is – ahol második lett – és a felnőtt világbajnokságon is a belgiumi Nivelles-ben. Utóbbin a nem kiemeltek kategóriájában indult, ahol végül a tizennegyedik helyen végzett.
1974-ben ismét megnyerte a francia felnőtt bajnokságot. A csapatok Európa-bajnokságán Alain legjobb helyezése a wholeni első futamban szerzett negyedik hely volt. A gokart világbajnokságot a portugáliai Estorilban rendezték, ahol Prost kilencedik volt a selejtezők után, aztán nem végzett az első tízben a döntőben. Ezután a Winfield Versenyzőképző Iskola tanulója volt. 1976-ban Prost magasan a francia Forma-Renault bajnoka. Az 1977 szezont a Forma-Renault Európa-bajnokságban töltötte.
1978-ra Hughes de Chaugnac leszerződtette csapatába az európai Forma-3-ba. Ebben az idényben csak kilencedik, ám 1979-re bajnok lett az európai és a francia szériában is.

## A Formula–1-ben

### Debütálás a McLarennel 1980-ban
Miután fölényesen nyerte a Forma-3-as Európa-bajnokságot és megnyerte Monacót is, természetes volt, hogy 1979 őszén több Formula–1-es csapat is meg akarta magának nézni közelebbről.
A McLaren akkori egyik versenyzője, Patrick Tambay úgy döntött, hogy Amerikába megy versenyezni, így helye megüresedett. A McLarennek két jelöltje volt: az amerikai Kevin Cogan és Prost. Tesztelésre hívták őket Watkins Glenbe, ahol John Watson, a csapat másik versenyzője felállított egy alapidőt, amihez mérhették magukat. Prost már néhány kör után gyorsabb volt ennél, így nem is lehetett kérdéses, hogy kit szerződtetnek. A megállapodás egy évre szólt – plusz egy év opció.
Alain Prost 1980. január 13-án futotta első Formula–1-es versenyét az argentin nagydíjon. A McLaren-Ford ekkoriban már leszálló ágban lévő csapat volt. Utoljára 1976-ban nyertek világbajnokságot az angol James Hunt révén. Az előző évben, 1979-ben Watson 15 pontot, akkori csapattársa, Tambay egyet sem szerzett. A francia élete első versenyén hatodik lett. Ezután Brazíliában ötödik lett 2 pontot szerezve. Csapattársa, az ír John Watson sokban segítette, megtanította neki az ismeretlen pályák vonalvezetését, támogatta a csapat vezetésével szemben. A Dél-Afrikában szerzett balesete miatt 2 versenyt kénytelen volt kihagyni. Ezenkívül még két Nagydíjon, az Angolon és Hollandon szerzett
egy-egy pontot két hatodik helyével. A McLarennél ekkoriban komoly átalakulások zajlottak a háttérben a sikeresebb jövő érdekében. A fő szponzor, a Marlboro egyre türelmetlenebb volt és leszerződtették vezetőnek az angol Ron Dennist. Dennis fiatal kora ellenére komoly autósportbéli tapasztalattal rendelkezett, korábban Jochen Rindt szerelője volt a Brabhamnél, majd a hetvenes években több csapatot is indított. Dennis saját Project Four nevű csapatát a McLarenbe olvasztva a csapat társtulajdonosává vált (innen származott a McLaren autók nevében az MP4 jelzés). Dennis hozta vissza a csapathoz John Barnardot is, aki 1972-1975 között már mérnökként dolgozott a McLarennél, majd az Egyesült Államokban dolgozott a Chaparral csapatnál, amely az ő autójával nyerte az Indy500-at 1980-ban. Prost azonban ezt az átstrukturálást már nem várta meg, mert megkörnyékezte a Renault, amely egyértelműen jobb autóval rendelkezett ebben az időszakban a McLarennél és még jobbal kecsegtetett 1981-re. Mivel sokszor a kocsi meghibásodása miatt karambolozott, Prost elvesztette a bizalmát a McLarenben. Elhatározását az is erősítette, amikor utolsó versenyén szintén autója felfüggesztése hibája miatt karambolozott.

### Három év a Renault-val

#### 1981

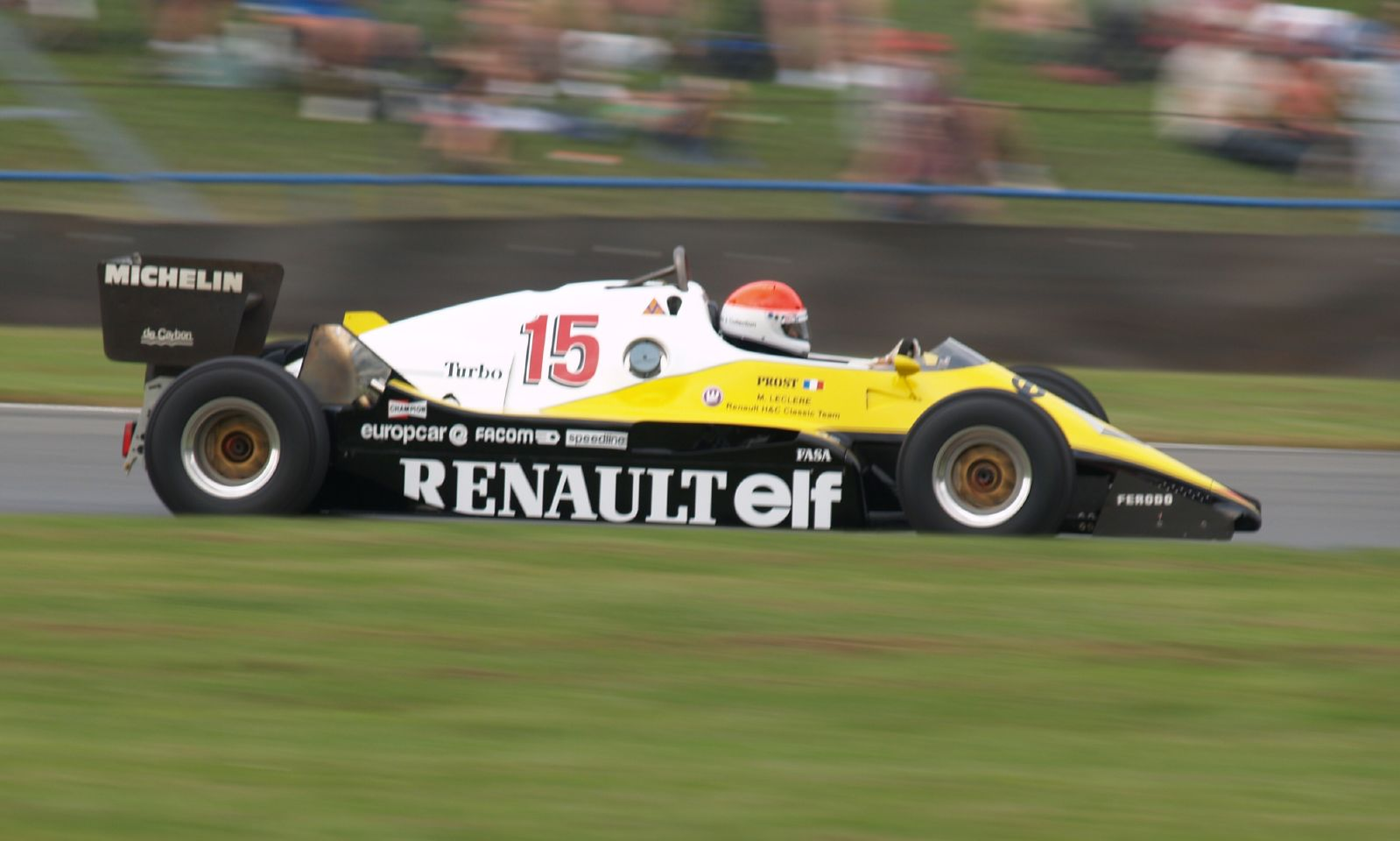
Prost 1983-as Renaultja

Prost a McLaren után a Renaulthoz szegődött, amelynek autóit akkor már a turbómotorok hajtottak. Csapattársa, a szintén francia René Arnoux lett, aki noha csak 30 évesen került a Formula 1-be, gyorsan befutott és 1980-ban két győzelmet is szerezve a bajnoki cím esélyesei közé tartozott.
Az év első versenyét az amerikai Long Beach-en rendezték, ahol Andrea de Cesaris, utódja a McLarennél kilökte a franciát. Arnoux célba ért, de nem szerzett pontot. A brazil nagydíjon Prost az ötödik rajtkockából indult (Arnoux a nyolcadikból), majd a versenyen a nyolcadik helyen hajtott, amikor ütközött Didier Pironival (Ferrari) és kiesett. Argentínában aztán végre befejezte a versenyt és harmadik lett. Ezt azonban egy négy versenyen keresztül tartó balszerencse sorozat követte: kiesett Imolában, Zolderben, Monte-Carlóban és Jaramában is. A francia nagydíjon, a Renault és Prost hazai versenyén végre megszerezte első győzelmét, mely a tizenkilencedik futamán sikerült. Prost ezután még kétszer nyert (Hollandia, Olaszország) és 43 pontjával az ötödik helyen végzett, alig hét pont lemaradással a világbajnok Nelson Piquettől. Arnoux számára kudarc volt ez az év, mindössze 13 pontot szerzett és csak egyszer állhatott dobogóra.

#### 1982
1982-ben Prost már világbajnoki esélyesként kezdte az évet. Az első két versenyt (Dél-Afrika, Brazília) megnyerte, bár Brazíliában valójában csak harmadikként ért célba, azonban szabálytalan autóik miatt a győztes Piquet-t és a második helyezett Rosberget is diszkvalifikálták. Ezután kivételes balszerencsesorozat kezdődött, a következő hét futamon nem szerzett pontot, közöttük Monacóban 2 körrel a vége előtt biztos vezetésnél az eleredő esőben a falnak ment és kiesett. Nagy Britanniában hatodik lett, megtörve a sorozatot, majd következett a hazai futama. Csapattársával való viszonya ekkor mérgesedett el végleg, amikor a bajnokságra esélytelen Arnoux a csapat elvárása ellenére nem adta át a győzelmet a második helyezett Prostnak. Ezután Arnoux, aki híres volt konfliktuskereső természetéről és éles nyelvéről nyíltan szította a vitát. A következő futamon Hockenheimben az esős edzésen Pironi későn vette észre az előtte haladó Prostot és nekiütközött a Renault-nak. A Ferrari felpattant és a földhöz csapódva teljesen összetört. Pironit élve szedték ki a kocsiból, de lába olyan súlyosan roncsolódott, hogy úgy tűnt, amputálni kell. Végül az orvosok megmentették Pironi lábait, de soha többé nem térhetett vissza a versenyzéshez. Prost ezt követően mindig felemelte a szavát az esős futamok ellen és fokozott óvatossággal versenyzett ilyen körülmények között, illetve a pilóták biztonságának egyik élharcosává vált. Ausztriában 4 körrel a vége előtt műszaki hiba miatt esett ki az élről, a Dijonban megrendezett Svájci Nagydíjon Rosberg mögött a második helyen végzett. Olaszországban ismét kiesett, Arnoux győzött, aki bejelentette, hogy a két sztárpilótáját, Villeneuve-öt és Pironit elvesztő Ferrarihoz szerződött. Az utolsó Las Vegas-i nagydíjon három pontot szerzett, a pontversenyben Prost végül 34 ponttal a negyedik lett. A monacói és zeltwegi kiesések minden bizonnyal a világbajnoki címtől fosztotta meg a franciát, ugyanis ebben az évben tizenegy pilóta tudott győzni és senki sem szerzett kettőnél több győzelmet, nagyon kiegyenlített volt a mezőny. Az 1982-ben használt Renault RE30B gyorsnak, de nagyon megbízhatatlannak bizonyult, akkoriban az a mondás járta, hogy a Renault akkor lenne világbajnok ha a versenyek egy körből állnának.

#### 1983
Az 1983-as szezonban az amerikai Eddie Cheever lett a csapattársa. Cheever jó pilótának számított, de a csapat érezhetően kettes számú versenyzőnek szerződtette, kínosan ügyelve arra, hogy az addig csak francia pilótákat alkalmazó csapatba egy teljesen kívülálló kerüljön. A szezon során Cheever nem is jelentett konkurenciát Prostnak, azonban a világbajnoki címért folytatott küzdelemben segíteni sem tudta. A jelentősen megváltozott szabályok miatt teljesen új kocsit kellett tervezni a csapatoknak, a Renault viszont nem készült el az új autóval, ezért az 1982-es modell átdolgozott változatával, az RE30C-vel indult neki a bajnokságnak. A meglehetősen gyenge kezdés (Brazíliában a hetedik, Long Beachben a tizenegyedik helyen végzett) után az új, újratankolható RE40-nel a pole pozícióból indulva megnyerte a francia nagydíjat. Imolában második, míg Monacóban a pole pozíció ellenére csak harmadik lett. Keke Rosberg a száradó pályán kockáztatott és száraz gumival rajtolt, ami a helyes taktikának bizonyult, néhány kör alatt másodpercekkel gyorsabbá vált az esős gumin rajtoló Prostnál és magabiztosan győzött. Ekkor még Piquet vezette a világbajnoki pontversenyt, de a soron következő belga nagydíjon a teljesen újjáépített Spa Franchorchamps-ban a francia győzött, és így 4 ponttal átvette a vezetést. Detroitban nyolcadik, a montréali kanadai nagydíjon pedig ötödik lett, míg öt héttel később nyert Silverstone-ban. A Hockenheimringen megrendezett német nagydíjat a negyedik helyen fejezte be, majd az első helyen ért célba Ausztriában, ahol brazil vetélytársa harmadik lett. Mindezek mellett a francia előnye már tizennégy pontra nőtt Piquet-vel szemben. Hollandiában a negyvenkettedik körben, az első kanyarban az élen álló Piquet-t Prost egy túl merész manőverrel előzte, a Renault megcsúszott és kiütötte a brazil pilótát. A francia folytatni tudta a versenyt, de az első szárny annyira megsérült, hogy ugyanabban a körben feladni kényszerült a futamot. René Arnoux-t intették le elsőként csapattársa, Patrick Tambay előtt, így a Ferrari kettős győzelmet aratott, és a pontversenyben Arnoux beékelődött Prost és Piquet közé. A nagy nyomást Prost láthatóan egyre rosszabbul kezelte, de elismerte hibáját és megmaradt a Piquet-vel ápolt jó viszonya. Az olasz nagydíjon Prost a negyedik helyen autózott, amikor a turbó meghibásodása miatt kiesett, a brazil pedig nyert. Az első alkalommal megrendezett európai nagydíj helyszíne az angliai Brands Hatch volt, ekkor a Brabham BMW már megbízhatóságban és sebességben is fölényben volt, Prost képtelen volt Piquet-t támadni és második helyen végzett mögötte. A brazil hátránya már csak két pont volt, Piquet ekkor már lélektani előnyt élvezett, míg Prost kezdte elveszíteni a higgadtságát és egyre többet panaszkodott a csapatára. Az évadzáró versenyt a dél-afrikai Kyalamiban rendezték meg, ahol Piquet magabiztos vezetése mellett Prost a harmadik helyről műszaki hiba miatt kiállni kényszerült. A brazil ezután lassított, elengedte maga mellett olasz csapattársát, Riccardo Patreset és de Cesarist is, a harmadik hely pedig azt jelentette, hogy két pont előnnyel megnyerte a világbajnokságot. A vereség a Renault-nak azért volt különösen fájdalmas, mert az első turbómotoros világbajnoki cím lett így a BMW-vel versenyző Piquet-é. Egy héttel a szezonzáró futam után a Renault elbocsátotta versenyzőjét, mivel a francia túl sokat panaszkodott a médiában a csapatra, amit a gyártó nehezen viselt el. Prostnak ez a tulajdonsága egész pályafutására jellemző volt.

### Ismét a McLarennél

#### 1984

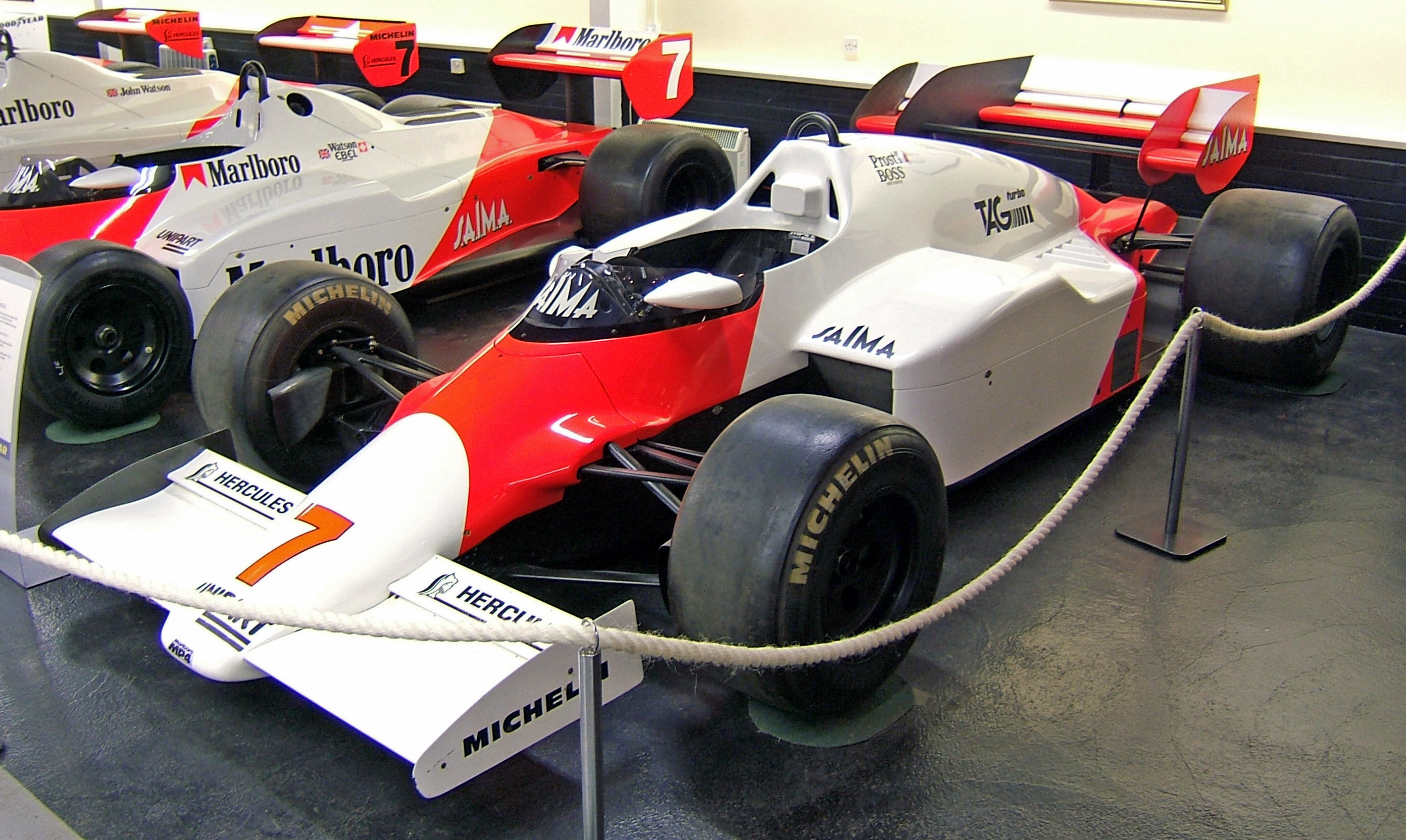
Prost 1984-es McLarenje

A Renault-tól való távozása után Prost felkereste a Marlboro vezetőségét, hogy szerezzenek neki egy versenyzői helyet a Ferrarinál. Az olasz csapat nem tudott helyet biztosítani számára, pont a feltörekvő Michele Alboreto szerződtetése után voltak, de a McLarennél más volt a helyzet. John Watson már a második évben is több pontot szerzett, versenyt is nyert Long Beach-en, mégis Lauda fizetése háromszorosa volt az írének és a legújabb fejlesztéseket is ő kapta. Watson kiegyensúlyozott, jóindulatú ember volt, de ezek után számonkérte az azonos bánásmódot. Laudának már volt szerződése 1984-re, Watsonnak még nem, ezért azon dolgozott, hogy felsrófolja a fizetését. Ekkor érkezett a hír, Prost csapatot keres. Ron Dennis azonnal igent mondott, Watson pedig állás nélkül maradt. Watsonra Prost mindig felnézett, mert első F1-es szezonjában, 1980-ban mentora volt a McLarennél. Az ír pilóta nem haragudott meg rá, a csapat mellett maradt mint tesztpilóta és beugró, ha valamelyik versenyzőnek gondjai akadnának. Emellett a Porsche lehetőséget biztosított számára, hogy versenyezzen a Sportautó Világbajnokságban a Porsche 956-ossal. A Porsche 1983 közepén érkezett a McLarenhez az új turbómotorjával, azonban a siker még váratott magára.
A szezon első versenyét, a brazil nagydíjat Prost nyerte meg, míg csapattársa kiesett. Dél-Afrikában jelentős fölénnyel Lauda győzött Prost előtt, majd a Zolderben megrendezett belga nagydíjon mindkét McLaren kiesett. Imolában újból a francia nyert, Lauda pedig motorhibával már az elején kiállni kényszerült. A soron következő francia nagydíjat Dijonban rendezték, ahol Prost csak a hetedik helyen végzett, egy körrel lemaradva a versenyt megnyerő csapattársától. Monacóban hatalmas eső volt a verseny napján, a rajtot fél órával elhalasztották, hogy fellocsolhassák a fedett alagutat. Prost a pole pozícióból rajtolt, de a kilencedik körben Nigel Mansell megelőzte, aki azonban hamarosan kiesett. Az újonc Ayrton Senna a 13. pozícióból rajtolt a Tolemannal, és hamarosan a francia mögé, a második helyig küzdötte fel magát. A romló időjárási körülmények miatt azonban alig egy órával a kezdés után a versenybíró Jacky Ickx félbeszakította a futamot, egyben le is intette, jelezve, hogy nem indítják újra. Mivel a pilóták nem teljesítették a táv 75%-át, ezért mindenki csak a futamon megszerzett pontjainak a felét kapta meg, ezáltal Prostnak a győzelemért járó kilenc helyett négy és fél egység jutott. Senna rajongói nem bocsátották meg ezt soha Ickx-nek, hanem egy Prost-Ickx-Balestre összeesküvés eredményének tekintik. További vádaskodás alapját jelentette az a tény, hogy Ickx ekkor a Porsche versenyzője volt a sportkocsi világbajnokságban, miközben a McLaren motorjait is a német cég szállította.
A versengés két héttel később, Kanadában folytatódott, ahol a címvédő világbajnok Nelson Piquet nyert Lauda és Prost előtt. A detroiti nagydíjon ismét Piquet diadalmaskodott, Prost pedig ötödik lett. Rendhagyó módon Dallasban, újabb Egyesült Államokbeli helyszínen rendezték a következő nagydíjat, ahol egymás után Lauda és Prost is kicsúszott. Prost a brit nagydíjon, Brands Hatchben is kiesett, míg osztrák csapattársa nyert. Ekkora már nyilvánvaló volt, hogy a két McLaren-pilóta között fog eldőlni az egyéni világbajnoki cím.
A német nagydíj előtt már csak másfél pont volt a francia előnye Laudával szemben, de a Hockenheimringen a pole pozícióból induló Prost ért elsőként célba, Lauda előtt. Ausztriában, hazai futamán az osztrák nyert, Prost pedig kiesett, majd a zandvoorti holland nagydíjat Prost és Lauda sorrendben intették le, s így már másfél ponttal Lauda vezette a pontversenyt. Olaszországban Prost motorja már az elején felmondta a szolgálatot, Lauda pedig nyert. Az osztrák már tíz és fél ponttal járt csapattársa előtt. A Nürburgringen megrendezett európai nagydíjat Alain nyerte, de Lauda negyedik lett, így ő is pontot szerzett. Ekkor született döntés a Tyrrell csapat világbajnokságból történő kizárásáról és addigi eredményeinek törléséről és Prost az ötödik helyről a negyedik helyre került előre Detroitban, így egy plusz pontot kapott a bajnokságban. Az utolsó forduló előtt három és fél pont választotta el a bajnokság élén álló két versenyzőt. Estorilban ugyan Prost győzött, de Lauda a tizenegyedik pozícióból felküzdötte magát a második helyre, ennek következtében pedig ő lett a világbajnok, mindössze fél pont előnnyel. Ez volt a sportág történetének legszorosabb évadja. Prost harmadik egymást követő évben veszítette el a világbajnokságot alacsony különbséggel úgy, hogy ebben az időszakban a legtöbb győzelmet és pontot szerezte. A Laudával való kapcsolata az osztrák iránti tiszteleten alapult, Prost később többször is említette, hogy csapattársai közül Lauda volt az, akitől a legtöbbet tanult, aki mellett megtapasztalta, hogyan kell professzionálisan felkészíteni az autót a futamra. Lauda úgy nyert világbajnokságot, hogy egyetlen pole pozíciót sem szerzett, a versenyekre koncentrálva gyűjtötte be a pontokat – ezt a stratégiát pályafutása során később Prost is alkalmazta.

#### 1985

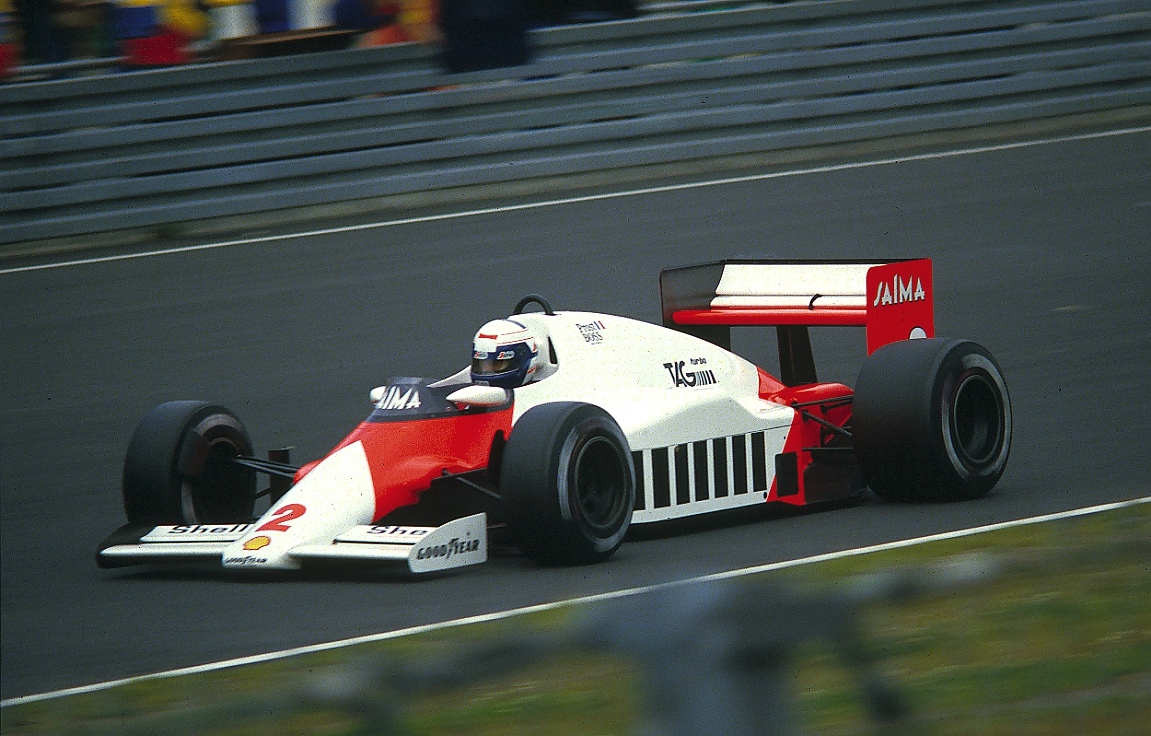
Prost a McLarennel 1985-ben

Prost ismét remekül kezdte a szezont, megnyerte a brazil nagydíjat Michele Alboreto (Ferrari) és Elio de Angelis (Lotus-Renault) előtt. Ezután kiesett Portugáliában, a győzelem után diszkvalifikálták Imolában, majd újra nyert Monacóban Alboreto előtt. Montréalban harmadik lett. Detroitban kiesett, Paul Ricard-on harmadik lett Nelson Piquet (Brabham-BMW) és Keke Rosberg (Williams-Honda) mögött. Angliában nyert Alboreto előtt, Németországban Alboreto győzött és Prost lett a második. Ausztriában újra Prosté volt a győzelem Ayrton Senna előtt. Hollandiában Lauda győzött, Prost lett a második. Laudának nagyon rossz szezonja volt, ez lett az első győzelme ebben az évadban. Monzában a francia ismét nyert, Spában harmadik lett, míg Alboreto kiesett. Az európai nagydíjon a sérült Laudát Watson helyettesítette és láthatta, ahogy Alboreto kiesett, míg a francia a negyedik helyen célbaérve 73 ponttal és öt futamgyőzelemmel világbajnok lett hatodik Formula 1-es bajnokságában. A McLaren 1985-ben már nem rendelkezett az előző évi fölénnyel, az év elején a Ferrari, a végén a Williams tűnt jobbnak, azonban a kocsi megbízhatósága és Prost üzemanyagtakarékos vezetési stílusa meghozta a bajnoki címet.

#### 1986
1986-ra a háromszoros világbajnok Niki Lauda visszavonult, Prost új csapattársa a finn Keke Rosberg lett. A McLaren csapat legnagyobb ellenfele ez évben a Williams-Honda volt. Az első versenyt a Williamses Nelson Piquet nyerte, Prost és Rosberg kiesett. Spanyolországban harmadik, Imolában és Monacóban első lett. A belga nagydíjon a hatodik helyen végzett, míg Kanadában második lett. Detroitban harmadik, Franciaországban második, majd Angliában ismét harmadik lett. Egyre inkább úgy tűnt hogy 1986-ban valamelyik Williams versenyző fog nyerni. Németországban hatodik lett, miután az utolsó körben a célegyenesben fogyott ki a benzinje és megpróbálta betolni a kocsit a célba. Az új Hungaroringen, századik futamán kiesett. Ausztriában nyert, míg egyik Williams sem ért célba. Monzában kiesett, míg Piquet nyert, Portugáliában második lett Mansell mögött. Az utolsó Nagydíjon három versenyzőnek volt esélye a világbajnoki címre: Mansellnek, Piquet-nek és Prostnak. A verseny során Prost a második helyen haladva defektet kapott és a kerékcsere után visszaesett a negyedik helyre. Ekkor a friss gumikon a többiek után eredt. Amikor utolérte Mansellt, defekt miatt kiállt az addig élen álló csapattársa, Rosberg. Mansell, aki ezen a versenyen végig nagyon óvatosan ment ekkor elengedte a jóval gyorsabb Prostot, majd a 64. körben váratlanul defektet kapott és kiesett. Prost hirtelen a második helyen találta magát és Piquet a két defekt után nem kockáztatott, kereket cserélt, így a vezetés a francia ölébe hullott. A friss gumikon a brazil nem tudott gyorsítani, Prost simán nyert és 72 pontjával világbajnok lett a drámai finálén. Mansell kettő, Piquet három ponttal maradt le a világbajnoki címről. A McLaren MP4/2C ekkor már látványosan lassabb volt a Williams és a Lotus kocsijánál, azonban Prost rutinja és higgadtsága segített abban, hogy 1960 óta először neki sikerült megvédenie a világbajnoki címét. Az év végén távozott a csapattól a főkonstruktőr John Barnard, akit a Brabhamtől szerződtetett Gordon Murray-vel pótoltak.

#### 1987
1987-re a svéd Stefan Johansson lett új csapattársa Rosberg visszavonulása után. Johansson jó versenyzőnek számított, azonban még egyszer sem sikerült versenyt nyernie, 1985-86-ban a Ferrarinál versenyzett.
Prost győzelemmel kezdte szezonját Brazíliában, aztán az imolai kiesés után újabb győzelem következett Belgiumban. Monacóban kilencedik lett, Amerikában és Franciaországban harmadik, aztán Angliában és Németországban kiesett. Magyarországon újra harmadik volt, Ausztriában hatodik, Monzában mindössze tizenötödik. Portugáliában végre újra nyerni tudott, pályafutása 28. futamgyőzelmével túlszárnyalta Jackie Stewartot, és egészen 2001-ig rekorder maradt. Spanyolországban második volt Mansell mögött, ez volt utolsó pontszerzése az évben. Mexikóban kiesett, Japánban hetedik lett, Ausztráliában újra kiesett. Összesen 46 pontot gyűjtött az 1987-es esztendőben, három futamot nyert és negyedik lett Piquet, Mansell és Ayrton Senna mögött. Az új McLaren MP4/3 képtelen volt tartani a Honda motorokkal szerelt Williams és Lotus tempóját, ezért a csapatvezetés a japánokhoz fordult új motorokért. A Honda örömmel kötött szerződést a McLarennel, azonban két kedvenc brazil pilótája (Piquet és Senna) közül valamelyiknek a csapathoz kellett kerülnie. Prost egy Ron Dennisszel folytatott megbeszélésen Senna mellett tette le a voksát, noha Piquet-vel jobb személyes viszonyban volt. Sennát gyorsabb pilótának tartotta, illetve úgy érezte, hogy hosszú távon mindenképpen többet hozhat a csapatnak, mint a kiégés jeleit mutató Piquet. Noha Piquet lett az év világbajnoka, de az általános vélekedés Prostot tartotta a korszak legkiegyensúlyozottabb és legjobb versenyzőjének, Sennát pedig a jövő világbajnokának. A bejelentés Monzában történt, ahol nyilvánvalóvá vált, hogy a Williams, amely a Honda első világbajnoki címét szerezte, a következő évben új motorszállítót lesz kénytelen keresni.

#### 1988

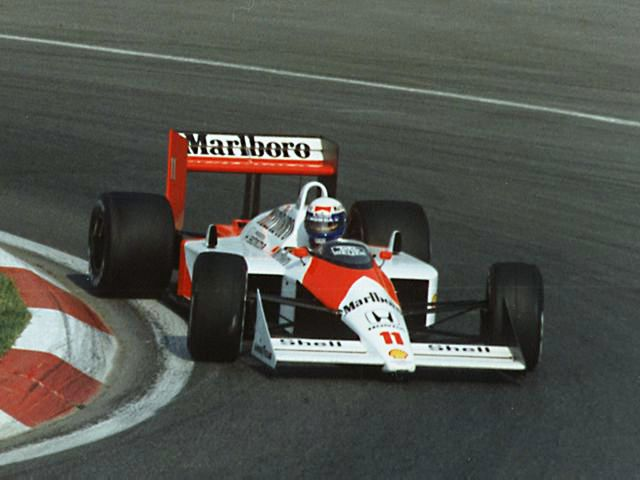
Prost a kanadai nagydíjon

Az 1988-as szezon Prost győzelmével kezdődött Brazíliában, miközben Sennát kizárták. Imolában Senna nyert Prost előtt. Monacóban is a brazil vezetett, de korlátnak ütközött és kiesett, és Prost nyert. Mexikóban Prost nyert Senna előtt, Kanadában Senna nyert, Prost második lett, az Egyesült Államokban ugyanez ismétlődött, Franciaországban Prost nyert Senna előtt. brit nagydíjon, mely esős futam volt, kiállt, míg Senna nyert. Németországban, Magyarországon és Belgiumban Senna nyert Prost előtt. Monzában mindketten kiestek, és az osztrák Gerhard Berger nyert a Ferrarival. Ez volt az egyetlen alkalom, amikor nem valamelyik McLaren nyert. A portugál nagydíjat Prost nyerte, míg Senna csak a hatodik lett. Spanyolországban ismét Prost nyert, Senna hatodik lett. A japán nagydíjon Senna, bár az első helyről indult, leragadt a rajtrácson, és csak tizenharmadikként fordult be az első kanyarba, miközben Prost vezette a versenyt. A 27. körben azonban a brazil már Prostot is megelőzte, és megnyerte a versenyt. Az utolsó ausztrál nagydíjon bár Prost nyert, mégis Sennáé lett a világbajnoki cím. Az év során 14-szer végzett a dobogón, amihez hasonló eredményt még senki sem tudott felmutatni, összpontszáma pedig 105 lett, ami fényévekkel döntötte meg az eddigi rekordot (76 pont, Prost 1985 és Piquet 1987). Már a szezon közepén arról beszéltek, hogy a bajnok az lesz, amelyik pilóta több győzelmet szerez és ebben Prost – év végi hajrája ellenére – nem tudott versenyre kelni csapattársával, így 1984 után másodszor veszítette el a bajnokságot 7 győzelemmel. A F1 történetében ráadásul 1964 után másodszor fordult elő az az eset, hogy a világbajnok kevesebb pontot szerzett, mint a második helyezett. Az akkori szabály szerint csak az év során szerzett legjobb 11 eredmény számított, így Senna 8 győzelme és 3 második helye világbajnokságot ért. Az év során már megjelentek az első jelei annak, hogy a két pilóta között nem felhőtlen a kapcsolat: Estorilban a brazil a falhoz szorította az őt előző Prostot – de ekkor még úgy tűnt, hogy nem tör ki kettejük közt olyan hidegháború, mint előző évben Piquet és Mansell között.

#### 1989
Az év első versenyét, némi meglepetésre Nigel Mansell (Ferrari) nyerte, míg Prost a második, Senna pedig – egy ütközés után – a tizenegyedik helyen ért célba. Az 1989-es San-Marinó-i Nagydíjon Senna a Tosa kanyarban megelőzte Prostot, amivel megszegte megállapodásukat, miszerint az első kanyarban nem előzik egymást. A versenyt a brazil nyerte. Prost emiatt nem is ment el a verseny utáni sajtótájékoztatóra. Monacóban Senna nyert Prost előtt, majd Mexikóban is a brazilé volt a futamgyőzelem, miközben Prost az ötödik helyen végzett. Az Egyesült Államok Nagydíját Prost nyerte, Senna kiesett. Kanadában mindkét McLaren kiesett, Thierry Boutsen (Williams-Renault) nyert. A francia nagydíjon Prost bejelentette, hogy év végén elhagyja a McLarent, majd megnyerte a futamot a pole pozícióból. Angliában Senna váltóhiba miatt kicsúszott, így ismét nyerni tudott. Németországban Senna kerékcseréjét elrontották, így Prost vezetett szinte végig. Senna a vezetést három körrel a futam vége előtt tudta visszaszerezni, amikor Prost váltóhiba miatt lelassult, végül második lett. A magyar nagydíjon Senna második, Prost negyedik lett. A Spa-i vizes pálya Ayrtonnak kedvezett és nyert Prost előtt. Az olasz nagydíjon már megkötötte szerződését a Ferrarival 1990-re. A versenyen ő nyert, míg Senna kiesett. Prost a győzelmét ünneplő tifosiknak adta a dobogóról a serlegét, amit a McLarennel kötött szerződése tiltott. Portugáliában Senna összeütközött Mansellel, Prost pedig a második helyen végzett Berger mögött. Spanyolországban Senna nyert, Prost harmadik lett. A japán nagydíjon a francia lerajtolta a pole-ból, de a pálya koszos részéről induló Sennát, és egészen a 47. körig vezette a futamot. A célegyenes előtti sikánban ekkor Senna megpróbálta megelőzni, ám Prost nem engedte el és összeütköztek. Prost nem bírt tovább menni, míg Senna a pályamunkások segítségével visszament a pályára levágva a sikánt és nyert is, ám a versenybíróság utólag diszkvalifikálta, és Prost lett az 1989-es év világbajnoka. A brazil emellett pénzbüntetést, és egy versenyről való eltiltást kapott hat hónapra felfüggesztve. A McLaren megfellebbezte a döntést, a tárgyalást az utolsó futam utánra tűzték ki. Az utolsó versenyen, Adelaide-ben a zuhogó eső miatt Prost a futam elhalasztását kérte, amit a versenybíróság elutasított. Ekkor sztrájkot szervezett, felszólította a versenyzőtársakat, hogy az első kör után mind álljanak ki a boxba. A futam fél óra késéssel elrajtolt (amikor elindították a felvezető kört, több versenyző még nem is ült a kocsijában, ők gyorsan a mezőny után eredtek, de a versenyt elindították nélkülük a foghíjas rajtráccsal). Prost lerajtolta Sennát, de az visszaszerezte a vezetést. A francia a kör végén a második helyről kiállt a boxba, így ért véget a McLarennél töltött hat szezon. A futamot Boutsen nyerte, miután Senna az esőben Pironi 1982-es balesetéhez hasonlóan ráfutott Brundle Brabhamjére és kiesett. Ezután a suzukai fellebbezéstől függetlenül behozhatatlanná vált Prost előnye a bajnokságban.
Prost 1989-es Sennával való összetűzései miatt úgy fogalmazott, hogy az 1989-es esztendő pályafutása legrosszabb éve volt.

### Ferraris évek

#### 1990

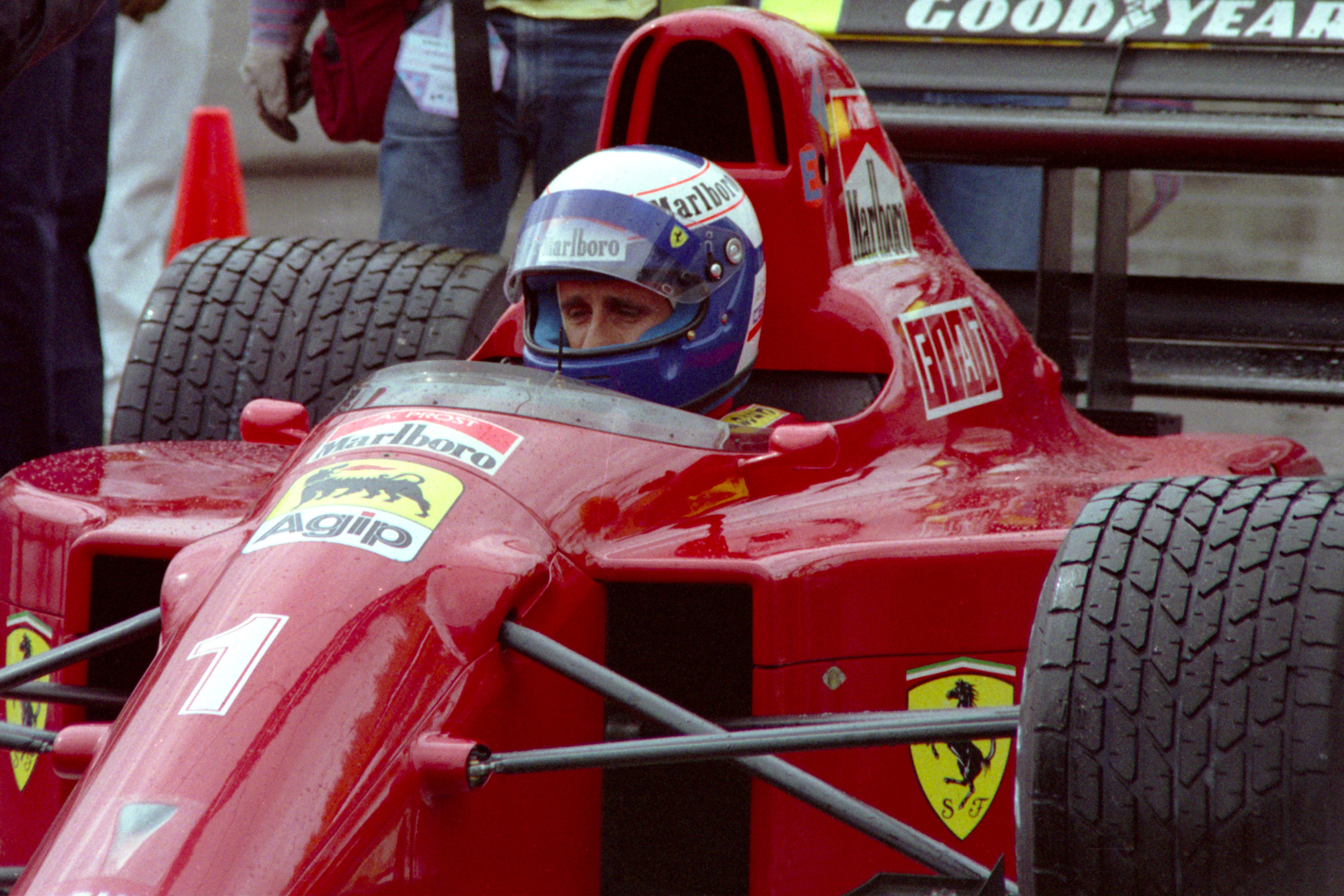
1990-ben, Phoenixben

Amikor Prost a Ferrarihoz érkezett 1990-ben, az olasz csapat már 1979 óta nem nyert bajnoki címet. Csapattársa Nigel Mansell lett, aki akkor még nem volt világbajnok.
A szezon a Phoenixben rendezett amerikai nagydíjon kezdődött, Prost békülést kezdeményezett Senna felé, de a brazil ezt elutasította. A versenyen a francia kiesett, míg Senna nyert Jean Alesi előtt. Brazíliában Prost nyert Berger és Senna előtt. Imolában negyedik lett, míg Monacóban kiesett, Kanadában ötödik lett. Mexikóban a 13. rajthelyről tudott győzni, a mai napig ezt a futamot tartja a legjobb versenyének. Franciaországban ezt követően megszerezte a Ferrari csapat 100. győzelmét, majd a silverstone-i győzelemmel átvette a vezetést a világbajnokságban. Franciaországban és Angliában is Mansell indult a pole-ból, azonban rossz gumitaktika és egy műszaki hiba miatt mindkétszer pont nélkül maradt, emiatt a sértődött angol bejelentette a visszavonulását. Mansell féltékenysége ezután rányomta a bélyegét a csapat munkájára. Németországban Prost a negyedik helyet szerezte meg, Magyarországon kiesett, Belgiumban és Monzában Senna mögött másodikként végzett. Portugáliában, miután Mansell majdnem a bokszutca falához szorította, harmadik lett. Spanyolországban vetélytársa kiesett és ő nyerte a versenyt. A világbajnokságban a brazil előnye ekkor 9 pont volt Prosttal szemben úgy, hogy még két verseny volt hátra. Ahhoz hogy Prost világbajnok lehessen, Szuzukában nyernie kellett. Senna indult az élről, de az első kanyarban összeütköztek. Mindketten kiestek és ezzel Senna lett a világbajnok, aki később elismerte hogy szándékosan tette, visszavágásként az előző évi eset miatt. Az utolsó versenyen a brazil kiesett, míg Prost harmadik lett. 71 pontjával mindössze hét ponttal maradt le az az évi világbajnoktól. Mansell meggondolta magát és a visszavonulás helyett a Williamshez távozott, a helyére az év felfedezettje, Jean Alesi jött a Tyrelltől.

#### 1991

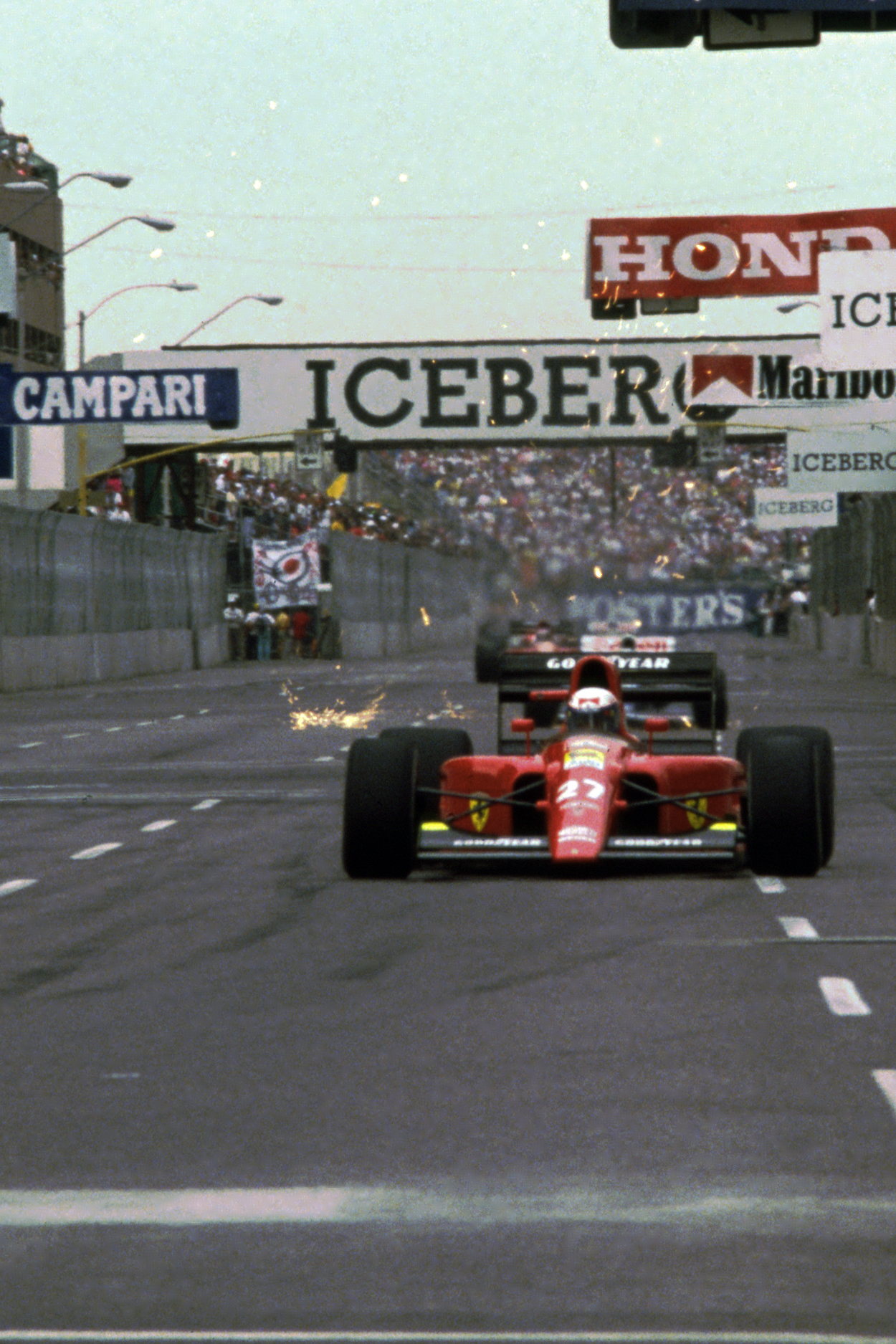
Prost az 1991-es amerikai nagydíjat vezeti Ferrarijával

Az 1991-es szezonnak a Ferrari a csapatvezetés döntése miatt az 1990-es autóval vágott neki. Prost ezt rossz döntésnek tartotta és ismét elkezdődött a sajtón keresztüli panaszkodása a csapatra. Az első versenyen Senna fölényesen nyert, Prost pedig egy elrontott boxkiállás után a hetedik helyről a Williamsek és Alesi kiesésének köszönhetően jött fel a másodikra. Ekkor már látszott, hogy a kocsi nem tudja tartani a tempót sem a McLarennel, sem a Williamsszel. Teljesen esélytelen volt Brazíliában, majd jött Imola, Prost pályafutásának mélypontja: a felvezető körben kicsúszott az esőben. Alesi a harmadik körben esett ki, teljes volt a katasztrófa a csapat alapítójáról elnevezett versenypályán. A csapatvezetés a gumikról kezdett panaszkodni, mire a Goodyear nyilvánosságra hozta, hogy a Ferrari melegítetlenül rakta fel az esőgumikat. Miközben Senna 4 győzelemmel nyitotta a szezont a Ferrari vezetése kezdett szétesni. Prost nyíltan kritizálta a vezetőket és a McLarentől elcsábított Steve Nichols új kocsijának bevetését követelte (nem mellesleg Ron Dennis vezetői módszereit dicsérte), Umberto Agnelli (a Ferrari-tulajdonos FIAT vezetőjének öccse) Prostot szidta, Prost Agnellit és a csapatfőnök Cesare Fioriót. Végül a FIAT vezetője, Gianni Agnelli kirugta Fioriót és a csapat vezetését a Marco Piccinini, a Commendatore fia, Piero Ferrari és Claudio Lombardi triumvirátusa vette át Montréaltól. Magny Cours-ban jött az új kocsi, itt Prost majdnem győzött, csak Mansell tudta megelőzni. Innentől kezdve a kocsi egyre megbízhatatlanabbá vált (Spában egy kör után kigyulladt a motor), végül az i-re a pontot Barcelona tette fel, ahol a gyér esőben Prost köztes gumin akart rajtolni, de a csapatvezetés esőst tetetett fel, így második lett a francia. A suzukai futam után elküldték Prostot. Első szezonja, 1980 után először fordult elő, hogy nem szerzett egyetlen győzelmet sem, háromszor volt második, kétszer harmadik helyen ért célba. Az 1991-es évet 34 ponttal az ötödik helyen zárta. Egyes híresztelések a Ligier csapattal hozták szóba, amely megkapta a következő évre a Williamsben olyan sikeres Renault motort. Mivel szerződése még 1992-re is az olasz csapathoz kötötte, és a csapat nem engedte meg számára, hogy más csapatnál versenyezzen, egyéves szünetet kellett tartania, ekkor televíziós kommentátorként dolgozott.

### Utolsó éve a Formula–1-ben a Williamsnél

#### 1993
Egy év kihagyás után az 1992-ben világbajnok Williams-Renaulthoz szerződött át, mellyel Nigel Mansell lett bajnok. Az 1993-as év igen sikeresnek bizonyult Prost számára. Csapattársa az addig mindössze két futamon rajthoz álló angol Damon Hill lett. A szezonnyitó dél-afrikai nagydíjat megnyerte, míg Brazíliában kicsúszott és kiesett. Doningtonban harmadik lett. Ekkor Senna 26-14 arányban vezette még a bajnokságot. A San Marinó-i nagydíjtól egészen a német nagydíjig minden versenyen első lett, kivéve Monacót, ahol egy boxutcán való áthajtási büntetés miatt a negyedik helyen ért célba. A magyar nagydíjon a rajtnál lefulladt motorja miatt csak 12. helyen ért célba. Belgiumban harmadik lett Hill és Michael Schumacher (Benetton) mögött. Portugáliában második lett, ám ez a helyezés már elég volt ahhoz, hogy megnyerje az 1993-as Formula–1 világbajnokságot és négyszeres világbajnok legyen. Az utolsó két Nagydíjon szintén második lett. 1993-ban 99 pontot szerzett, míg Senna 73 pontjával a második lett a McLarennel. A Williams csapat kész tények elé állította: 1994-ben Senna a csapathoz fog érkezni, ezért néhány hét töprengés után 38 évesen Estorilban bejelentette, hogy 1993 végén visszavonul. Utolsó versenyén a dobogón összeölelkeztek Sennával, ezzel is jelezve, hogy a sok viharos év után végül békében búcsúznak el egymástól.

## A Formula–1 után
1994-ben Ron Dennis megpróbálta a McLarenhez visszacsábítani, hogy az új Peugeot motorokkal versenyezzen, de Prost csak néhány tesztet vállalt el, emellett 1994-1995-ben a francia TF1 televíziós csatornánál dolgozott. 1995 végén visszatért a McLarenhez, mint technikai tanácsadó, tesztelte az 1996-os MP4/11-est. 1995 karácsonyán megajándékozta Ron Dennist az 1989-es monzai serleg másolatával, amelynek eredetijét annak idején a szurkolóknak adta. 1997 elején Jacques Chirac francia elnök és a Peugeot támogatásával megvette a Ligier csapatot.
Részt vett a francia L'Etape du Tour francia kerékpárversenyen is, melyen 12. lett a kategóriájában.

### Prost Grand Prix

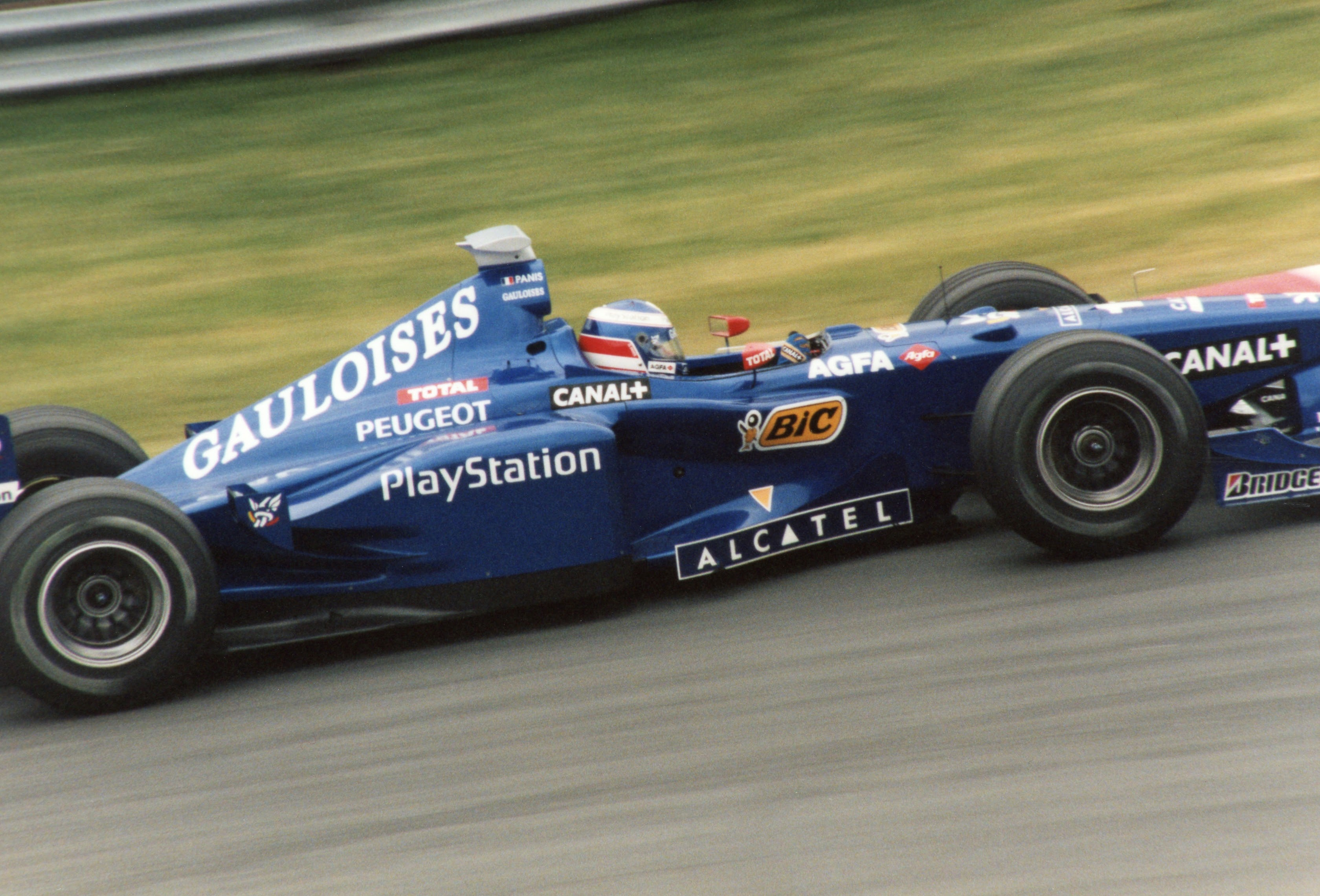
Olivier Panis 1998-ban a Prost volánjánál

Prost 1997-ben megvásárolta a Ligier csapatot és Chirac kérésére saját nevéről Prostnak nevezte el. Azonban csapatvezetőnek nem bizonyult olyan sikeresnek, mint versenyzőnek. Az első évben a Mugen-Honda motorral, a francia Olivier Panissal, a lábtörése után a helyére beugró Jarno Trullival és a japán Nakanóval a csapat 21 pontot szerzett, amivel hatodikak lettek a konstruktőrök között.
1998-ra motort váltottak, új motorbeszállítójuk a francia Peugeot lett. Ettől kezdve sokan egyfajta „nemzeti csapatként” tekintettek a Prostra (francia autó, motor, főszponzor, Total üzemanyag és francia pilóta Panis). Prost régi munkatársai gyűjtőhelyévé vált a csapat, ott dolgozott a Ferraritól 1997-ben elküldött John Barnard és a Renault visszavonulásával munkanélkülivé vált Bernard Dudot is. A szezon során az állandó helyet kapott Trulli és Panis mindössze egy pontot szerzett.
1999 kissé jobban sikerült, a versenyzők 9 pontot szereztek és a csapat a hetedik helyen végzett a konstruktőrök versenyében. Az év csúcspontja a Trulli második helye volt a Nürburgringen.
2000-ben egyetlen pontot sem szerzett az egykori ferraris csapattárs francia Jean Alesivel és az újonc német Nick Heidfelddel felálló csapat, melynek autói gyakran hibásodtak meg.
2001-ben Heidfeld helyére az argentin Gastón Mazzacane került, akinek helyére később Luciano Burti, majd utóbbi balesete után a cseh Tomáš Enge ült. Abban az évben Michelin gumi fokozta a francia jelleget, ami azonban a Peugeot kiszállása miatt nem válthatott teljessé. Az egyik szponzorról Acernek nevezett előző évi Ferrari-motorokkal 4 pontot szerezve a kilencedikek lettek a konstruktőrök között. A pontokat szerző Alesi a német nagydíj után távozott, helyére Heinz-Harald Frentzen került, akinek legjobb eredménye a belga nagydíjon szerzett negyedik rajthely volt, pontot azonban nem szerzett. 2001/2002 telén a rövid életű csapat tönkrement, és felszámolták.
2003 óta Prost az Andros Kupában versenyez, melyben jeges, havas pályákon versenyeznek. 2006/2007-ben világbajnok lett ebben a szériában is a Toyota csapattal.
2011-ben pár bemutatókör erejéig újra beülhetett az 1983-as Renault-jába a Paul Ricard pályán. Külön érdekességet adott az eseménynek az, hogy a 2011-es Renault volánjánál fia, Nicolas is együtt körözött vele. 1996 óta először vezetett Formula 1-es autót, érdekes módon a saját csapatának autóiban sosem ült.
2012-ben a Red Bull csapat előző évi autóját tesztelhette pár kör erejéig. A teszt olyan jól sikerült, hogy a Renault felkérte, hogy a 2014-től újra bevezetendő turbómotorjait tesztelje 2013 folyamán. Noha Prost tapasztalatai már harminc évesek, mégis a turbókorszak legsikeresebb versenyzőjeként (35 győzelmet aratott turbókkal) és egykori kiváló tesztpilótaként sokat számíthat a véleménye.

## Jelentősége a Formula 1 történetében
1993-as visszavonulásakor ő tartotta a legtöbb győzelem (51), a legtöbb leggyorsabb kör (41), a pályafutás során szerzett legtöbb pont (798,5), a legtöbb dobogós helyezés (106) és a legtöbb pontszerző helyezés (128) rekordját. A legtöbb pole pozíció rangsorában a második helyen állt (33), ahogy az egy szezonban szerzett pole pozíciók tekintetében (13) és az egy szezonon belül szerzett legtöbb pont tekintetében (105) is. Az azóta eltelt időben minden rekordját megdöntötték, a legtöbbet Michael Schumachernek sikerült túlszárnyalnia.
Sennával való ellenséges viszonya azóta legendássá vált, ráadásul a brazil halála után Prostot – igazságtalanul – rosszindulatú cselszövőként tartják számon. 1988-ban Prost Sennától azt a tiszteletet és barátságot várta el, amit ő érzett 4 évvel korábban az idősebb és sikeresebb Lauda iránt. Senna azonban zárkózott természetű és a győzelmet megszállottan hajszoló ember volt, míg Prost természeténél fogva nem törekedett az ellenfeleit megsemmisítő fölényre. Első három világbajnoki címét nem annyira a technikai fölénnyel, hanem a kiegyensúlyozott versenyzéssel és a megbízhatósággal szerezte meg.
Prostot fizikuma ideális versenyzővé tette. 167 cm-es magassága miatt könnyen elfért a nyolcvanas évek szűk cockpitjeiben, illetőleg 55–60 kg körüli testsúlya is előnyt jelentett abban az időszakban, amikor az autók minimális súlyát pilóta nélkül mérték. Mivel a versenyzés mellett mindig sportolt (golfozott és kerékpározott) a legjobb állóképességű pilóta volt a mezőnyben, rendszeresen győzött azokon a forró égövi futamokon, ahol ez sokat számított (például Brazíliában hatszor). Niki Laudától átvette azt a munkamódszert, hogy az edzéseken az időmérők helyett a versenybeállításra koncentrált, így gyengébb rajtpozícióból rajtolva a versenyen gyorsabb volt ellenfeleinél (1980-1991 között 20 pole pozíciója volt, emellett 44 győzelmet aratott). Mindig takarékoskodott az üzemanyaggal, a gumikkal és az autóval, csak a győzelemhez szükséges minimális erőfeszítést préselte ki az autókból, kiváló taktikai érzékkel rendelkezett. Ez abban a korszakban, amikor a versenyautók elég megbízhatatlanok voltak, nagy előnyt biztosított a számára. A mai Formula 1-es pilótákra jellemző professzionális hozzáállás tőle és Laudától ered, ezt vette át később Senna és Schumacher is.
Természete rossz oldalának számított azonban a csapataira való állandó panaszkodás. A Williamsen kívül minden csapatától haraggal váltak el, mert ha nem érezte azt, hogy a csapattagok maximálisan mögötte állnak előtérbe került a zsörtölődő természete. Csapattársaival általában jól jött ki, csak Arnoux-val és Sennával voltak tartósan haragban.

## Teljes Formula–1-es eredménysorozata
(Táblázat értelmezése)

(Félkövér: pole-pozícióból indult; dőlt: leggyorsabb kört futott) 

| Év   | Csapat   | 1      | 2      | 3       | 4      | 5      | 6      | 7      | 8      | 9      | 10     | 11     | 12     | 13      | 14     | 15     | 16     | Helyezés | Pont     |
| ---- | -------- | ------ | ------ | ------- | ------ | ------ | ------ | ------ | ------ | ------ | ------ | ------ | ------ | ------- | ------ | ------ | ------ | -------- | -------- |
| 1980 | McLaren  | ARG 6  | BRA 5  | RSA Ni  | USW    | BEL Ki | MON Ki | FRA Ki | GBR 6  | GER 11 | AUT 7  | NED 6  | ITA 7  | CAN Ki  | USA Ni |        |        | 16.      | 5        |
| 1981 | Renault  | USW Ki | BRA Ki | ARG 3   | SMR Ki | BEL Ki | MON Ki | ESP Ki | FRA 1  | GBR Ki | GER 2  | AUT Ki | NED 1  | ITA 1   | CAN Ki | LVS 2  |        | 5.       | 43       |
| 1982 | Renault  | RSA 1  | BRA 1  | USW Ki  | SMR Ki | BEL Ki | MON 7  | USE Hn | CAN Ki | NED Ki | GBR 6  | FRA 2  | GER Ki | AUT 8   | SUI 2  | ITA Ki | LVS 4  | 4.       | 34       |
| 1983 | Renault  | BRA 7  | USW 11 | FRA 1   | SMR 2  | MON 3  | BEL 1  | USA 8  | CAN 5  | GBR 1  | GER 4  | AUT 1  | NED Ki | ITA Ki  | EUR 2  | RSA Ki |        | 2.       | 57       |
| 1984 | McLaren  | BRA 1  | RSA 2  | BEL Ki  | SMR 1  | FRA 7  | MON 1  | CAN 3  | USE 4  | USA Ki | GBR Ki | GER 1  | AUT Ki | NED 1   | ITA Ki | EUR 1  | POR 1  | 2.       | 71.5     |
| 1985 | McLaren  | BRA 1  | POR Ki | SMR Kiz | MON 1  | CAN 3  | USA Ki | FRA 3  | GBR 1  | GER 2  | AUT 1  | NED 2  | ITA 1  | BEL 3   | EUR 4  | RSA 3  | AUS Ki | 1.       | 73 (76)  |
| 1986 | McLaren  | BRA Ki | ESP 3  | SMR 1   | MON 1  | BEL 6  | CAN 2  | USA 3  | FRA 2  | GBR 3  | GER 6  | HUN Ki | AUT 1  | ITA Kiz | POR 2  | MEX 2  | AUS 1  | 1.       | 72 (74)  |
| 1987 | McLaren  | BRA 1  | SMR Ki | BEL 1   | MON 9  | USA 3  | FRA 3  | GBR Ki | GER 7  | HUN 3  | AUT 6  | ITA 15 | POR 1  | ESP 2   | MEX Ki | JPN 7  | AUS Ki | 4.       | 46       |
| 1988 | McLaren  | BRA 1  | SMR 2  | MON 1   | MEX 1  | CAN 2  | USA 2  | FRA 1  | GBR Ki | GER 2  | HUN 2  | BEL 2  | ITA Ki | POR 1   | ESP 1  | JPN 2  | AUS 1  | 2.       | 87 (105) |
| 1989 | McLaren  | BRA 2  | SMR 2  | MON 2   | MEX 5  | USA 1  | CAN Ki | FRA 1  | GBR 1  | GER 2  | HUN 4  | BEL 2  | ITA 1  | POR 2   | ESP 3  | JPN Ki | AUS Ki | 1.       | 76 (81)  |
| 1990 | Ferrari  | USA Ki | BRA 1  | SMR 4   | MON Ki | CAN 5  | MEX 1  | FRA 1  | GBR 1  | GER 4  | HUN Ki | BEL 2  | ITA 2  | POR 3   | ESP 1  | JPN Ki | AUS 3  | 2.       | 71 (73)  |
| 1991 | Ferrari  | USA 2  | BRA 4  | SMR Ni  | MON 5  | CAN Ki | MEX Ki | FRA 2  | GBR 3  | GER Ki | HUN Ki | BEL Ki | ITA 3  | POR Ki  | ESP 2  | JPN 4  | AUS    | 5.       | 34       |
| 1993 | Williams | RSA 1  | BRA Ki | EUR 3   | SMR 1  | ESP 1  | MON 4  | CAN 1  | FRA 1  | GBR 1  | GER 1  | HUN 12 | BEL 3  | ITA 12  | POR 2  | JPN 2  | AUS 2  | 1.       | 99       |